# Cratere Magadi
Magadi  è un cratere sulla superficie di Marte.